# ノーチラス (小惑星)
ノーチラス (9769 Nautilus) は、太陽系の小惑星帯を形成する小惑星の一つ。
日本の静岡県清水町にあった天体観測施設「ヤキイモ・ステーション」（en、活動期間：1975 - 1993年）で、1993年（平成5年）2月24日にアマチュア天文家の名取亮および浦田武によって発見された。フランスのSF作家ジュール・ヴェルヌの小説『海底二万里』に登場する潜水艦「ノーチラス号」にちなんで命名された。